# Neal Foulds
Neal Foulds, né le 13 juillet 1963 à Ealing, est un ancien joueur de snooker professionnel anglais.
Sa carrière est principalement marquée par une victoire lors de l'Open international de 1986, succès qui lui a permis d'atteindre la 3e place mondiale lors des deux saisons suivantes.

## Carrière

### Début de carrière (1983-1985)
Fils du joueur professionnel Geoff Foulds, Neal découvre le snooker à l'âge de onze ans et passe professionnel en 1983, à l'âge de vingt ans. Sa première saison sur le circuit se ponctue par un huitième de finale au championnat du monde, où il domine Alex Higgins (10-9), avant d'être éliminé par le Gallois Doug Mountjoy (13-6). 
Lors des deux saisons qui suivent, il se distingue en allant jusqu'en demi-finale du Grand Prix et du trophée Matchroom, le propulsant dans le top 16 mondial. Il est aussi battu en finale du championnat d'Angleterre professionnel par son compatriote Tony Meo (9-7). 

### Meilleure saison (1986-1987)
La saison 1986-1987 voit Neal Foulds remporter l'Open international face à Cliff Thorburn (12-9) et en battant son père sur son parcours (un fait inédit dans l'histoire du jeu), quelques semaines avant qu'il ne réalise son meilleur résultat au championnat du Royaume-Uni, où il domine successivement Jimmy White, Cliff Thorburn et John Parrott pour rejoindre la finale. Il y est balayé par Steve Davis (16-7). En début d'année 1987, Foulds perd la finale de l'Open de Grande-Bretagne contre White (13-9). Il termine idéalement sa saison avec une demi-finale au championnat du monde et se propulse à la 3e place mondiale.

### Confirmation difficile (1988-1998)
Neal Foulds passe deux saisons consécutives au 3e rang mondial, mais n'obtient pas vraiment les résultats attendus par un joueur de ce calibre. Son seul fait d'arme pendant cette période est une demi-finale au Masters.
Redescendu à la 20e place mondiale en 1989, il retrouve la constance en étant quart de finaliste de plusieurs tournois de classement (dont le mondial 1990). Il parvient même jusqu'en demi-finale du classique où il perd face au jeune Stephen Hendry. Également vainqueur sur plusieurs exhibitions (tournoi professionnel Pontins et Pot Black), il effectue un retour progressif dans le top 5 du classement. Néanmoins, comme en 1988, il ne confirme pas et redescend rapidement en dehors du top 16 mondial. Cette fois, Foulds ne se relève pas et continue de dégringoler au classement, chutant au rang no 30 en 1998.

### Fin de carrière (1999-2003)
Il continue de jouer au niveau professionnel pendant plusieurs saisons, bien que son classement continue de descendre. Après une saison 2002-2003 où il ne parvient à se qualifier pour aucun tournoi, Foulds décide de mettre un terme à sa carrière sportive, à seulement 39 ans.

## Commentateur de snooker
Depuis qu'il a pris sa retraite, Foulds s'est installé dans la cabine de commentaires d'Eurosport, de la BBC, de Sky Sports et il coanime également toute la couverture des tournois d'ITV4, interviewant les joueurs en plus de les commenter. En 2014, Foulds a fait une apparition dans son propre rôle en commentant un match fictif pour un court-métrage sur le snooker « Extended Rest ».

## Palmarès
| Légende | Catégorie                      | Titres                         | Finales                        |
|         | Tournois classés               | 1                              | 2                              |
|         | Tournois non classés           | 5                              | 7                              |
|         | Tournois en équipes            | 2                              | 0                              |
|         | Tournois pro-am                | 1                              | 1                              |
| Gras    | Tournois de la triple couronne | Tournois de la triple couronne | Tournois de la triple couronne |

### Titres
| Saison    | Nom du tournoi                     | Lieu           | Finaliste      | Score | Tableau |
| 1983-1984 | Tournoi Pontins pro-am (printemps) | Prestatyn      | Doug Mountjoy  | 7-4   |         |
| 1986-1987 | Open international                 | Stoke-on-Trent | Cliff Thorburn | 12-9  | Tableau |
| 1986-1987 | Tournoi Pontins                    | Prestatyn      | Willie Thorne  | 9-8   |         |
| 1987-1988 | Coupe du monde                     | Bournemouth    | Australie      | 9-7   |         |
| 1988-1989 | Masters de Dubai                   | Dubai          | Steve Davis    | 5-4   |         |
| 1988-1989 | Coupe du monde (2)                 | Bournemouth    | Reste du monde | 9-8   |         |
| 1990-1991 | Tournoi Pontins (2)                | Prestatyn      | Mike Hallett   | 9-6   |         |
| 1992-1993 | Masters d'Écosse                   | Motherwell     | Gary Wilkinson | 10-8  |         |
| 1992-1993 | Pot Black                          | Blackpool      | James Wattana  | 1-0   |         |

### Finales
| Saison    | Nom du tournoi                     | Lieu      | Finaliste      | Score | Tableau |
| 1985-1986 | Championnat d'Angleterre           | Ipswich   | Tony Meo       | 7-9   | Tableau |
| 1986-1987 | Championnat du Royaume-Uni         | Preston   | Steve Davis    | 7-16  | Tableau |
| 1986-1987 | Open de Grande-Bretagne            | Derby     | Jimmy White    | 9-13  | Tableau |
| 1986-1987 | Ligue Matchroom                    | Inconnu   | Steve Davis    | [ 9 ] |         |
| 1987-1988 | Championnat d'Angleterre (2)       | Ipswich   | Dean Reynolds  | 5-9   | Tableau |
| 1987-1988 | Masters d'Irlande                  | Kill      | Steve Davis    | 4-9   |         |
| 1988-1989 | Masters de Hong Kong               | Hong Kong | Jimmy White    | 3-6   |         |
| 1991-1992 | Masters de Belgique                | Belgique  | Mike Hallett   | 7-9   |         |
| 1991-1992 | Tournoi Pontins                    | Prestatyn | Steve James    | 8-9   |         |
| 1997-1998 | Tournoi Pontins pro-am (printemps) | Prestatyn | James McGouran | 0-7   |         |